# Wilhelm (książę Luksemburga)

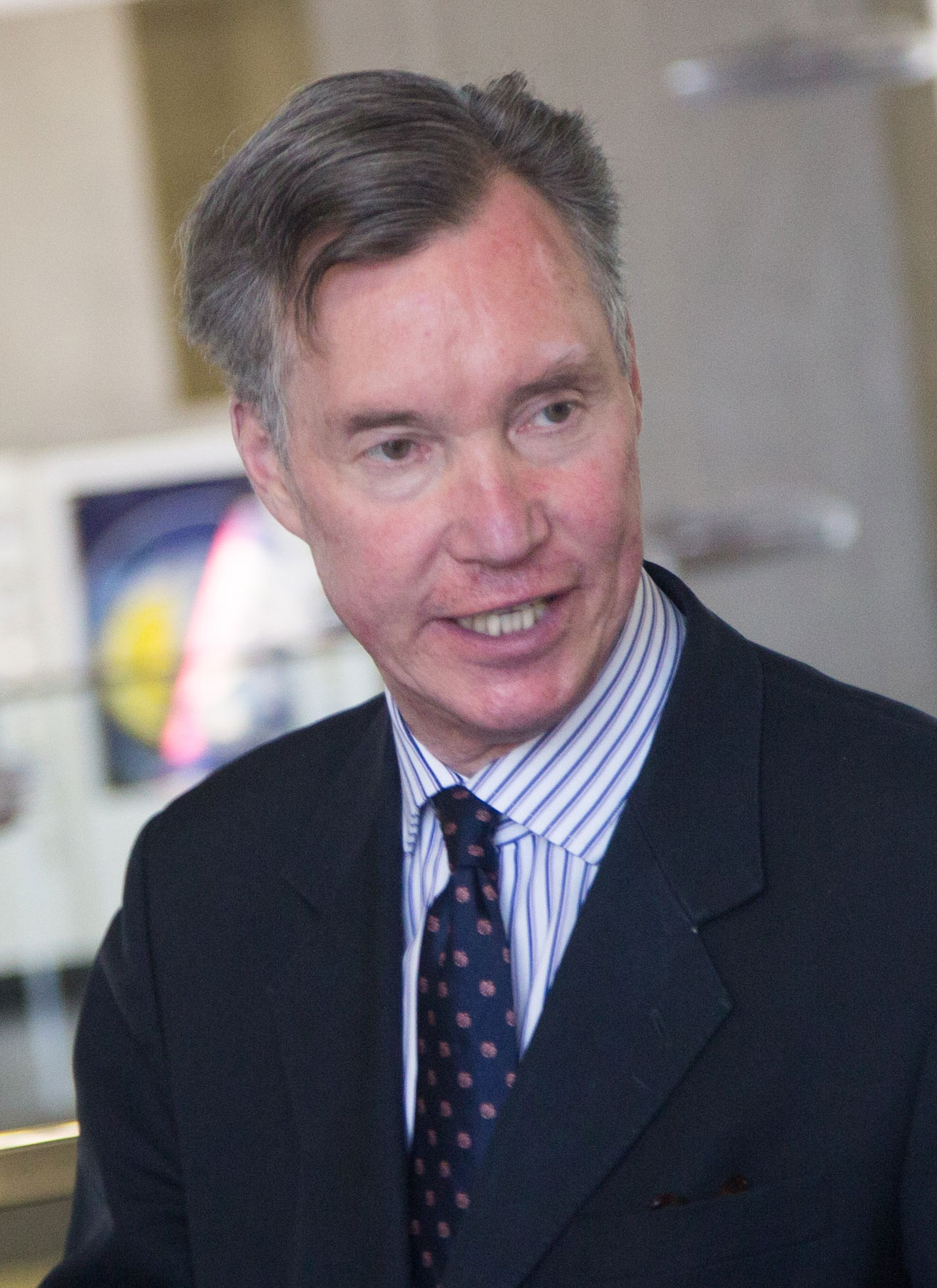

Wilhelm, książę Luksemburga, właśc. Guillaume Marie Louis Christian (ur. 1 maja 1963) – trzeci syn i piąte, najmłodsze dziecko wielkiego księcia Luksemburga Jana i jego żony księżnej Józefiny Charlotty.
Uczył się w Luksemburgu i Szwajcarii. Studiował na Uniwersytecie Oksfordzkim, a następnie Uniwersytecie Georgetown, który ukończył w 1987. 10 września 2007 otrzymał tytuł doktora honoris causa Sacred Heart University. Przez 6 miesięcy pracował w Międzynarodowym Funduszu Walutowym w Waszyngtonie i dwa lata w Komisji Europejskiej w Brukseli.
Zajmuje miejsce w kolejce do luksemburskiego tronu po swoim bratanku Sebastianie i przed najstarszym synem Pawłem Ludwikiem.
8 sierpnia 1994 poślubił Sibillę Weiller – córkę Paula-Annicka Weillera i włoskiej księżniczki Donny Olimpii Torlonii di Civitelli-Cesi. Sibilla otrzymał tytuł księżnej Luksemburga. Para ma czworo dzieci, które noszą tytuły księcia (księżniczki) Nassau:
- Pawła Ludwika (Paul Louis Jean Marie Guillaume) (ur. 24 marca 1998),
- Leopolda (Léopold Guillaume Marie Josepha) (ur. 2 maja 2000),
- Szarlottę (Charlotte Wilhelmine Maria da Gloria) (ur. 2 maja 2000),
- Jana Andrzeja (Jeana André Guillaume Marie Gabriela Marca d'Aviano) (ur. 15 lipca 2004).